# Tam Bình, Cai Lậy
Tam Bình là một xã cũ thuộc huyện Cai Lậy, tỉnh Tiền Giang, Việt Nam. Tam Bình là xã có diện tích trồng sầu riêng lớn nhất huyện Cai Lậy, được mệnh danh là "thủ phủ sầu riêng" vì là huyện có diện tích trồng sầu riêng lớn nhất Việt Nam.

## Địa lý
Xã Tam Bình tiếp giáp xã Long Trung ở phía tây, tiếp giáp xã Long Tiên và Mỹ Long ở phía bắc, tiếp giáp xã Phú Phong của huyện Châu Thành ở phía đông, tiếp giáp sông Tiền ở phía nam.
Thổ nhưỡng của xã là nhóm đất phù sa nước ngọt, màu mỡ hơn so với các nhóm đất phèn hay đất mặn trong tỉnh. Các sông, kênh, rạch chảy qua địa bàn xã gồm: sông Bình Ninh, sông Cầu Gió, rạch Cồn Cát, rạch Mù U, rạch Mương Lộ, sông Năm Thôn.
Tam Bình nằm dọc theo bờ sông Tiền, có 4 vàm là vàm Cái Sơn, Mù U, Hai Tân, Cây Cồng. Xã có một cù lao nhỏ là cồn Long Đức.

## Hành chính
Xã Tam Bình có diện tích 20,82 km², dân số năm 2013 là 16.383 người, mật độ dân số đạt 787 người/km².
Xã Tam Bình được chia thành 11 ấp gồm: Bình Chánh Đông, Bình Chánh Tây, Bình Đức, Bình Hòa A, Bình Hòa B, Bình Ninh, Bình Thanh, Bình Thạnh, Bình Thuận, Đông Hòa, Tây Hòa.

## Lịch sử
Năm 2018, Tam Bình là xã duy nhất của tỉnh Tiền Giang đón nhận bằng khen Thủ tướng Chính phủ Việt Nam về thành tích thực hiện Nghị quyết 26 của Trung ương về Tam nông: nông nghiệp – nông dân – nông thôn.

## Kinh tế – Xã hội

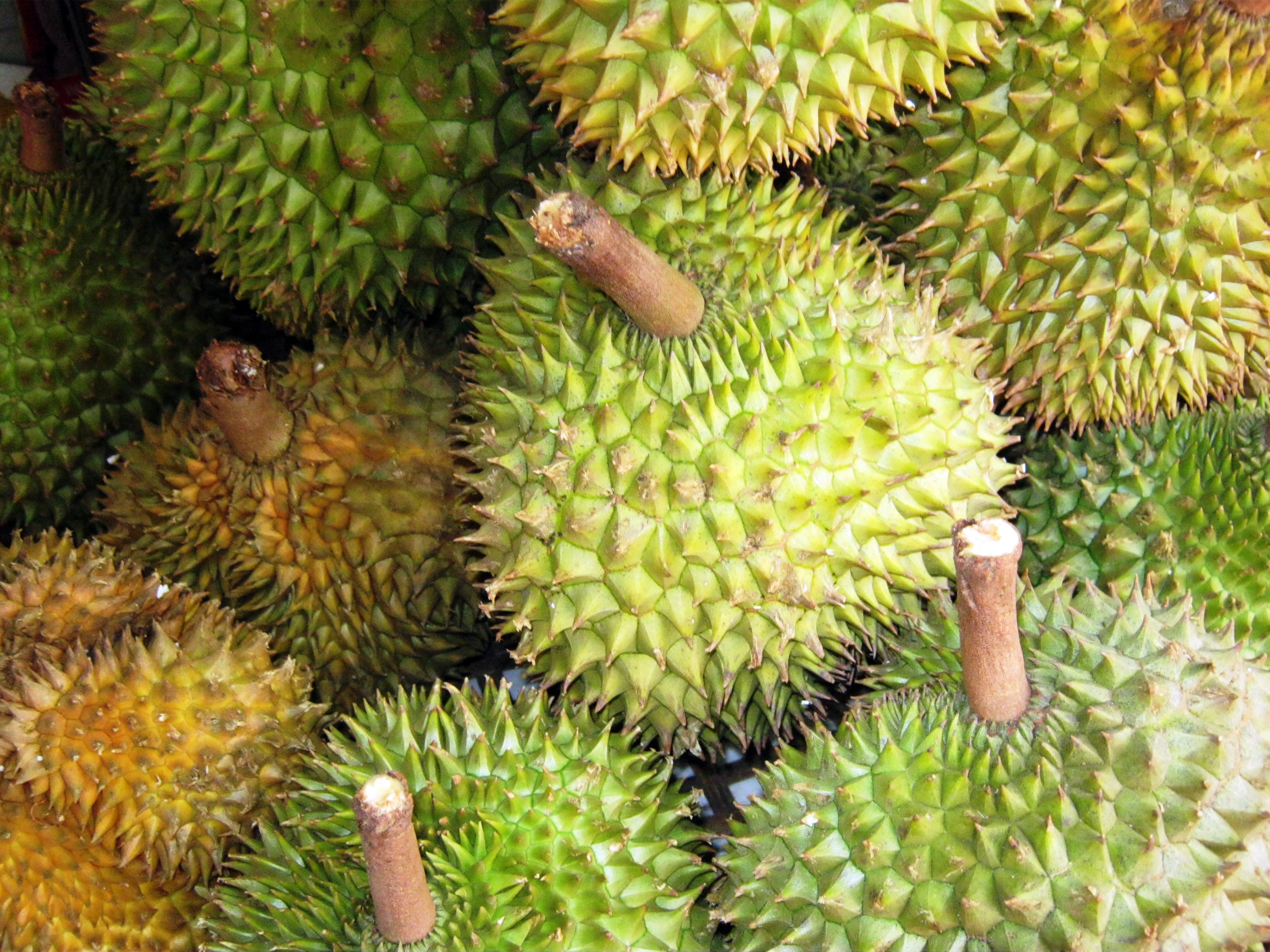
Sầu riêng.

Các tuyến đường chính chạy qua địa bàn xã là tỉnh lộ 868 ở phía tây, đường chạy theo hướng bắc nam, con đường này là ranh giới với xã Long Trung; tỉnh lộ 864 chạy theo hướng tây - đông chạy dọc bờ sông Năm Thôn. 100% tuyến đường chính của xã đã được nhựa hóa, 95% tuyến đường liên ấp, liên xóm được bê tông hóa. Trung tâm mua bán là chợ Tam Bình nằm ngay bờ đông của vàm Mù U, nơi rạch Mù U đổ vào sông Năm Thôn, một nhánh của sông Tiền do cù lao Ngũ Hiệp tạo ra. Về phía đông hơn 2 km theo tỉnh lộ 864 là chợ Hai Tân. Xã có hai khu mua bán khác nằm tiếp giáp với xã Long Trung là khu vực Ngã tư Hưng Long và chợ Cây Bã Đậu.
Kinh tế địa phương chủ yếu là canh tác nông nghiệp, trồng chuyên canh cây ăn trái, với sầu riêng là cây trồng giá trị cao. Sầu riêng tiêu thụ chủ yếu đến thị trường Trung Quốc, cũng như các xã khác trong tỉnh, sầu riêng được xuất khẩu tươi, chiếm 90% sản lượng sầu riêng. Tam Bình có diện tích 1.450 ha sầu riêng các loại, diện tích trồng sầu riêng lớn nhất huyện Cai Lậy, huyện "thủ phủ sầu riêng" của miền Tây Nam Bộ. Trong đó trồng phổ biến nhất là hai giống RI 6 và Mõm Thong. Năng suất bình quân 20 tấn/ha. Năm 2014, sản lượng trái cây các loại là 50.000 tấn. Mức thu nhập của người dân rất cao, trung bình 1 tỷ đồng/ha sầu riêng. Tổng doanh thu xã không dưới 1.400 tỷ đồng mỗi năm.
Tuy nhiên, thiên tai kép gồm đợt hạn hán và nước nhiễm mặn nghiêm trọng nhất chưa từng có vào năm 2020, hơn 70 % diện tích canh tác sầu riêng bị chết, số còn lại cũng đang chết dần. Theo Viện Nghiên cứu Cây ăn quả miền Nam, cây sầu riêng được xếp vào nhóm cây trồng mẫn cảm với mặn, và khả năng chịu hạn kém. Do đó, cây sầu riêng rất dễ bị tổn thương.
Bên cạnh thiên tai kép, Đại dịch COVID-19 góp phần khiến hàng hóa không thể xuất khẩu sang Trung Quốc như thường niên, dẫn đến thiệt hại khác cho các nhà vườn còn sầu riêng để bán, hàng hóa phải bán trong nước với giá thấp. Hầu hết trong hơn 20 doanh nghiệp thu mua sầu riêng trong xã đóng cửa vì thiếu hàng.
Xã cũng có diện tích khoảng 100 ha sa pô chê vào năm 2020.

## Ảnh

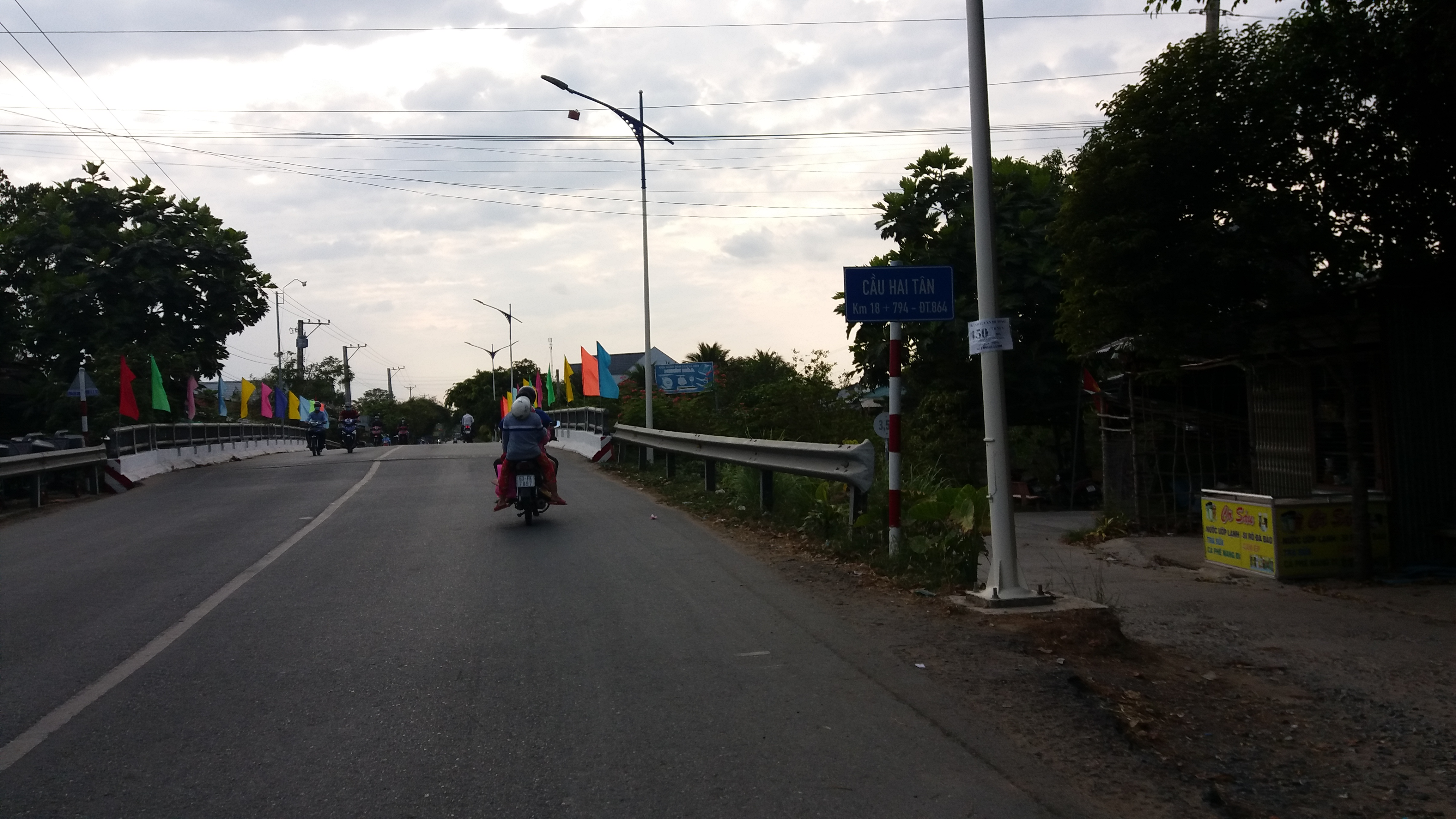
cầu Hai Tân.
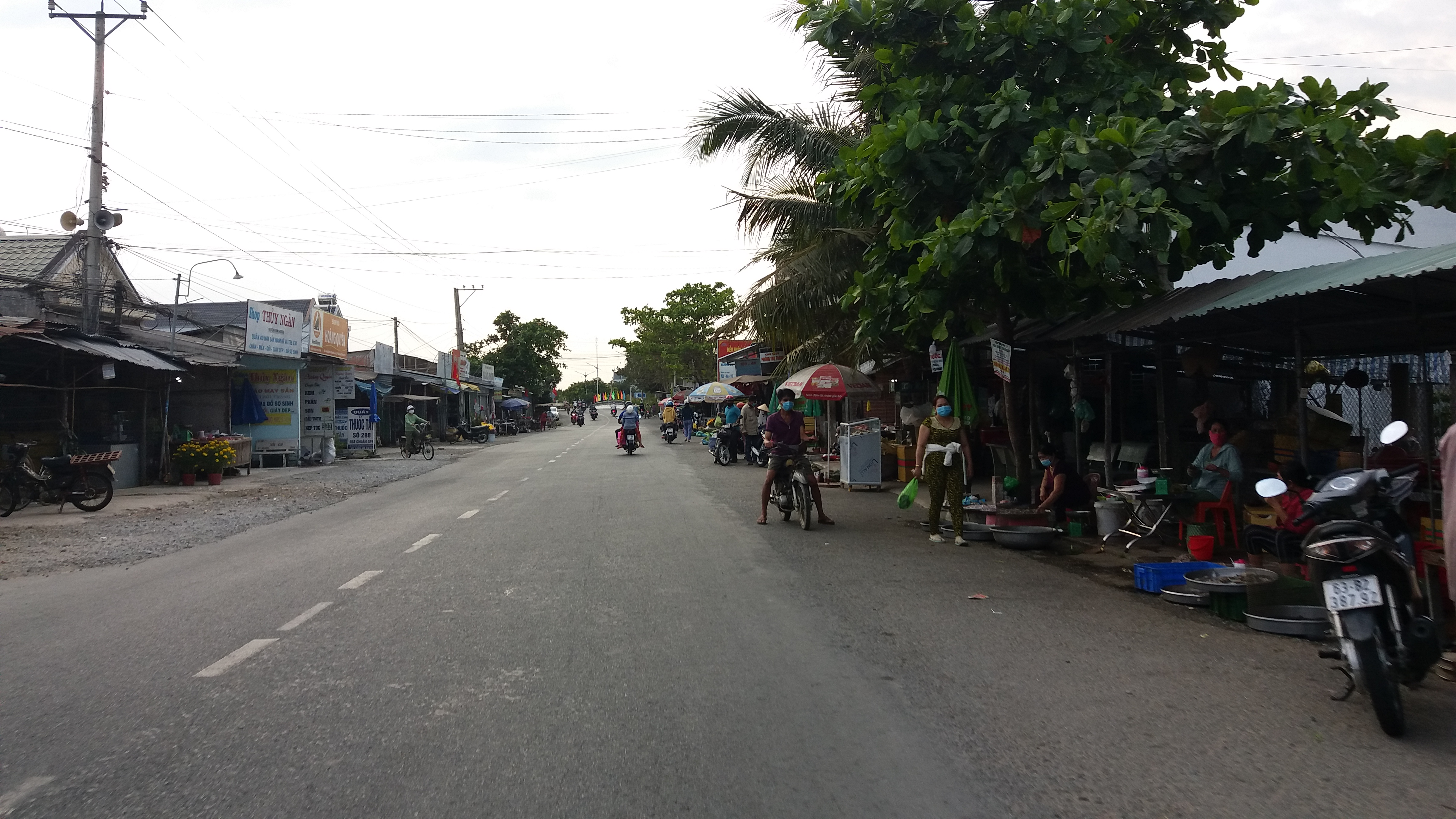
chợ Hai Tân.
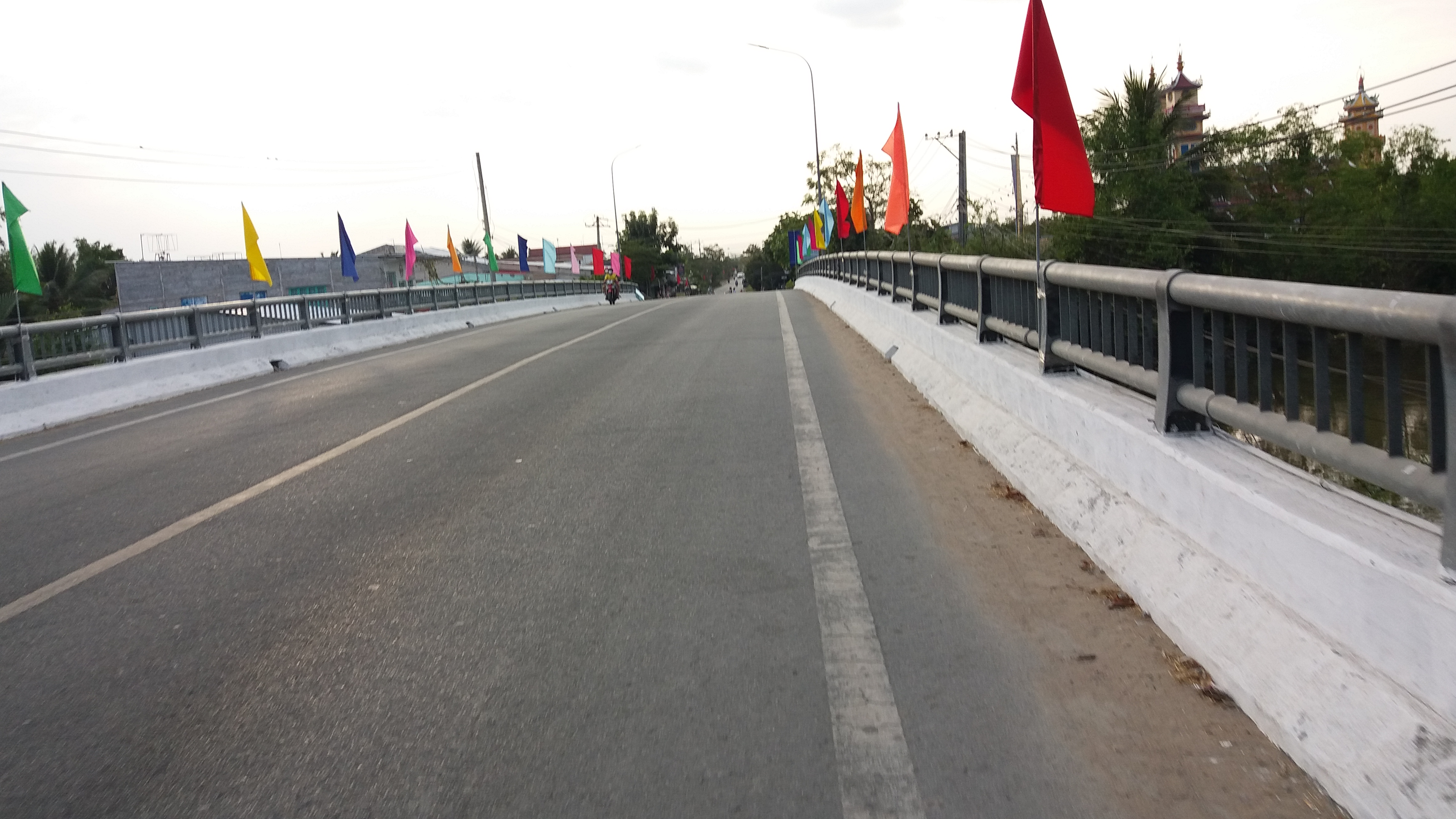
cầu Tam Bình.
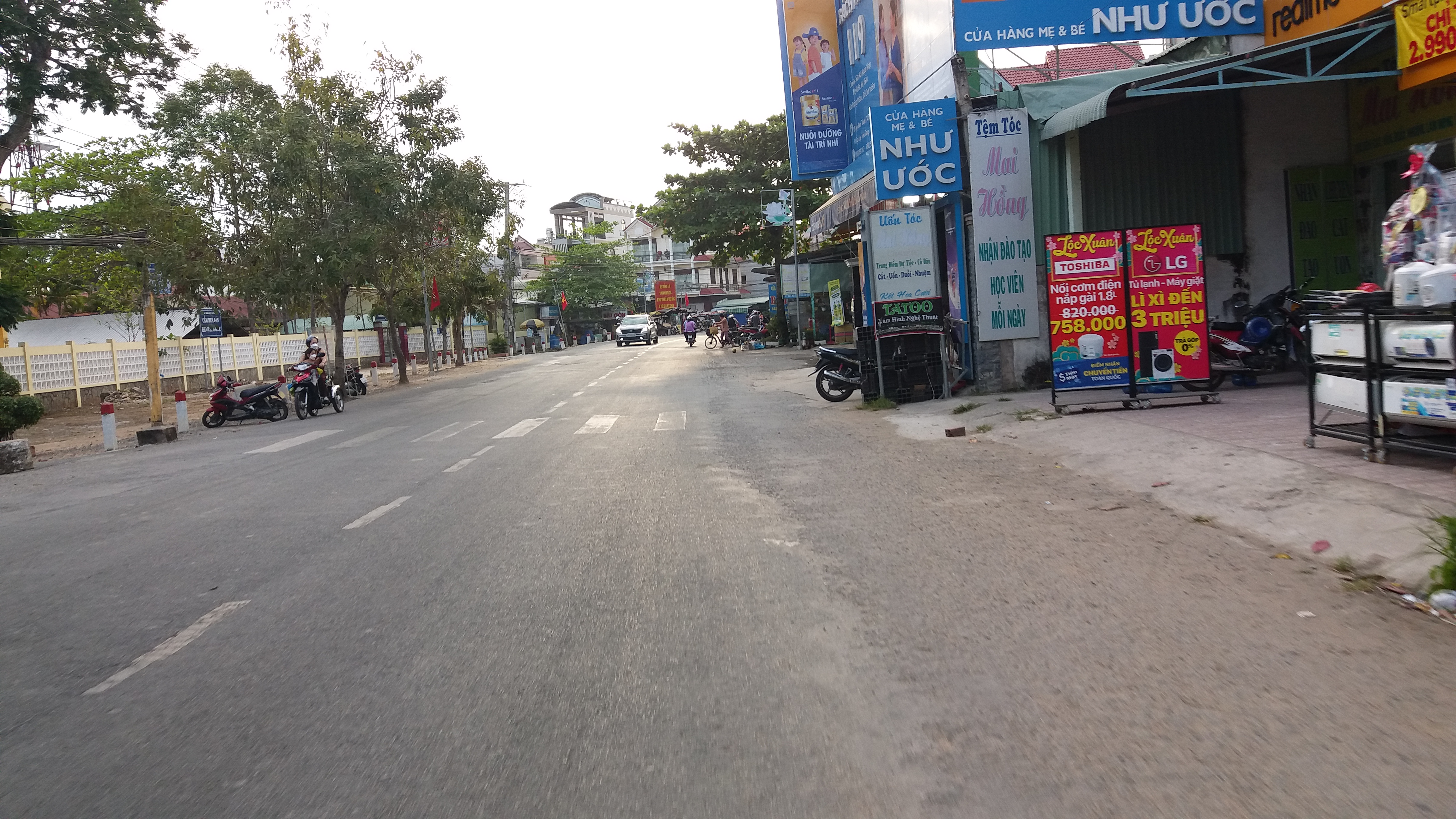
khu vực chợ Tam Bình.
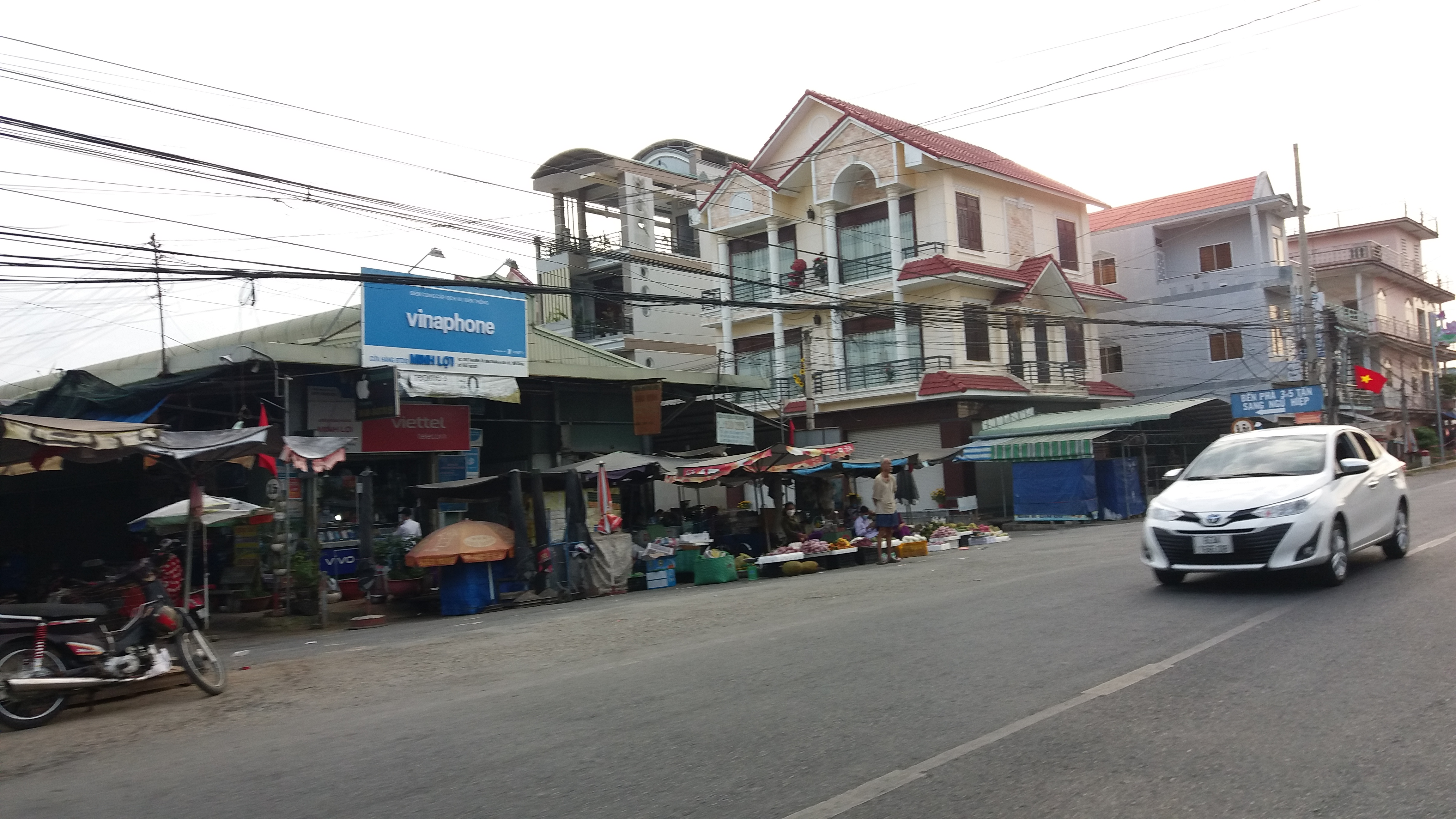
chợ Tam Bình.
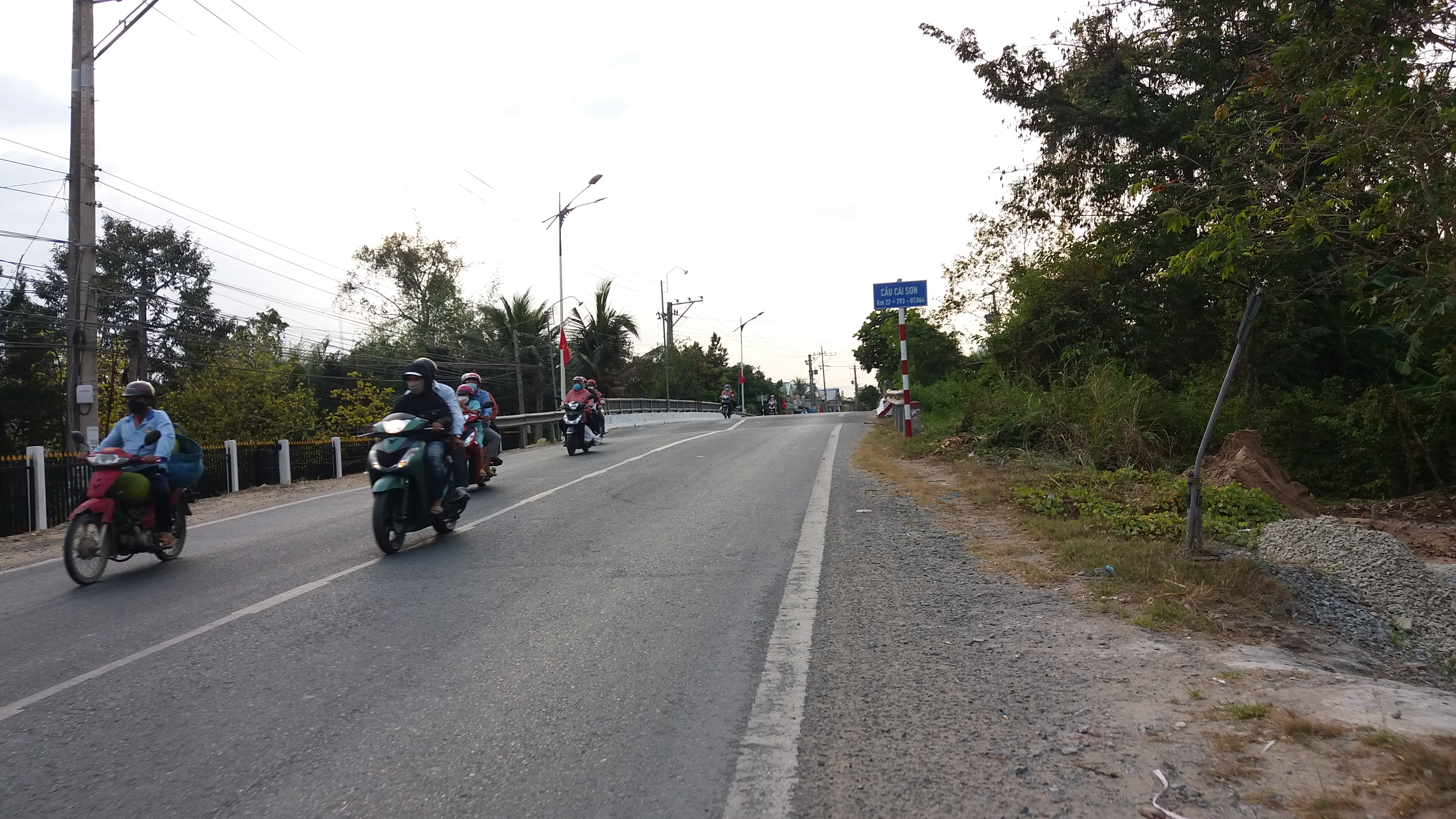
cầu Cái Sơn.